# Travis Zajac
Travis Zajac (Winnipeg, Manitoba, Kanada, 13. svibnja 1985.) kanadski je profesionalni hokejaš na ledu koji igra na poziciji centra. Trenutačno je član New Jersey Devilsa koji se natječu u NHL-u.

## Klupska karijera
Karijeru započinje u sezoni 2002./03. zaigravši za Salmon Arm Silverback koji se natjecao u BCHL. U klubu provodi dvije sezone te odigrava 118 utakmica u regularnoj sezoni te 14 utakmica u doigravanju. Nakon toga dvije sezone igra za sveučilišnu momčad North Dakota Fighting Sioux te ostvaruje 88 nastupa. U posljednjoj sezoni na sveučilištu odigrao je dvije utakmice u AHL-u za klub Albany River Rats.

### New Jersey Devils (2006. – danas)
Na draftu 2004. godine u 1. krugu kao 20. izbor odabrali su ga New Jersey Devilsi. Dvije godine kasnije potpisuje za Devilse te u sezoni 2006./07. započinje profesionalnu karijeru. Ubrzo postaje nezaobilazni dio prve momčadi te konstantno igra u NHL-u. Prvi nastup upisuje 6. listopada 2006. godine u susretu protiv Carolina Hurricanesa. Već sljedećeg dana u svojoj drugoj utakmici, protiv Dallas Starsa, postiže i svoj prvi pogodak. Kad je Zajac u postavi sa Zachom Pariseom na lijevom krilu i Jamieom Langenbrunnerom na desnom krilu navijači Devilsa nazivaju tu liniju "PZL" ili "ZZ Pop". 22. srpnja 2009. produžio je ugovor s klubom.

## Reprezentacijska karijera
Za reprezentaciju Kanade po prvi put nastupa 2009. godine na Svjetskom prvenstvu održanom u Bernu u Švicarskoj te osvaja srebrnu medalju. Odigrao je pet utakmica na prvenstvu, a Kanada je poražena u finalu od Rusije s 5 : 4.

## Statistika karijere
Bilješka: OU = odigrane utakmice, G = gol, A = asistencija, Bod = bodovi, KM = kaznene minute

### Klub
| 2002./03.       | Salmon Arm Silverbacks      | BCHL            | 59  | 16 | 36  | 52  | 27  | —  | —  | —  | —  | —  |
| 2003./04.       | Salmon Arm Silverbacks      | BCHL            | 59  | 43 | 69  | 112 | 110 | 14 | 10 | 13 | 23 | 10 |
| 2004./05.       | North Dakota Fighting Sioux | NCAA            | 43  | 17 | 19  | 36  | 16  | —  | —  | —  | —  | —  |
| 2005./06.       | North Dakota Fighting Sioux | NCAA            | 45  | 17 | 27  | 44  | 20  | —  | —  | —  | —  | —  |
| 2005./06.       | Albany River Rats           | AHL             | 2   | 0  | 1   | 1   | 2   | —  | —  | —  | —  | —  |
| 2006./07.       | New Jersey Devils           | NHL             | 80  | 17 | 25  | 42  | 16  | 11 | 1  | 4  | 5  | 4  |
| 2007./08.       | New Jersey Devils           | NHL             | 82  | 14 | 20  | 34  | 31  | 5  | 0  | 1  | 1  | 4  |
| 2008./09.       | New Jersey Devils           | NHL             | 82  | 20 | 42  | 62  | 29  | 7  | 1  | 3  | 4  | 6  |
| 2009./10.       | New Jersey Devils           | NHL             | 39  | 9  | 20  | 29  | 14  |    |    |    |    |    |
| Sveukupno - NHL | Sveukupno - NHL             | Sveukupno - NHL | 283 | 60 | 107 | 167 | 90  | 23 | 2  | 8  | 10 | 14 |

### Reprezentacija
| Godina              | Reprezentacija      | Natjecanje          |   | OU | G | A | Bod | KM |
| ------------------- | ------------------- | ------------------- | - | -- | - | - | --- | -- |
| 2009.               | Kanada              | SP                  | 5 | 0  | 0 | 0 | 2   |    |
| Sveukupno - Seniori | Sveukupno - Seniori | Sveukupno - Seniori | 5 | 0  | 0 | 0 | 2   |    |

## Vanjske poveznice
- Profil na NHL.com
- Profil na The Internet Hockey Database